# أمبيكا موهان
أمبيكا موهان هي ممثلة هندية، ولدت في 1963 في الهند. اشتهرت بعملها في السينما والمسلسلات التلفزيونية المالايالامية، وخاصة في الأدوار الداعمة. ظهرت لأول مرة في فيلم Meghamalhar (2001) ومثلت في أكثر من 300 فيلم.

## وصلات خارجية
- أمبيكا موهان على موقع IMDb (الإنجليزية)